# Manuel Velázquez
Manuel Velázquez Villaverde (Madrid, 24 de enero de 1943-Fuengirola, 15 de enero de 2016) fue un futbolista español. Jugador histórico del Real Madrid Club de Fútbol bajo la demarcación de centrocampista, fue uno de sus canteranos que más tiempo estuvieron ligados al club y «uno de los mejores de su historia», según palabras del club. Fue internacional absoluto con la selección española.
En el momento de su retirada era el quinto jugador con más partidos disputados de la historia del Real Madrid C. F. —donde militó doce temporadas—, únicamente superado por sus coetáneos Paco Gento, José Martínez Pirri, Amancio Amaro e Ignacio Zoco, integrantes todos del recordado «Madrid de los yeyé» que sustituyó al legendario «Madrid de Di Stéfano» o «Madrid de las cinco Copas de Europa», señalado por la UEFA como uno de los mejores equipos de la historia.

## Trayectoria
Velázquez ingresó en edad cadete en las categorías inferiores del Real Madrid Club de Fútbol. En ellas fue progresando, siendo uno de los referentes de la cantera madridista en edad juvenil, y llegó al considerado segundo equipo filial, el Real Madrid Aficionados, de carácter amateur. Centrocampista de gran técnica y dominio de ambas piernas, se consagró campeón del Campeonato de España de Aficionados en 1962 tras vencer su equipo por 2-1 al Fútbol Club Barcelona Amateur. Seguido de cerca por el entonces entrenador del primer equipo, Miguel Muñoz, fue cedido a equipos de mayor categoría para continuar con su progresión.
Así, fue cedido a la Agrupación Deportiva Rayo Vallecano que por aquel entonces militaba en Tercera División. Con los franjirrojos disputó un total de X partidos, y de ahí fue cedido nuevamente al Club Deportivo Málaga, donde estuvo dos temporadas en Segunda División, y en donde tuvo destacadas actuaciones siendo uno de los baluartes del ascenso del equipo a la Primera División. 52 encuentros y 14 goles fueron su bagaje en el club malaguista. Sin embargo, ya con 22 años, no debutó en la máxima categoría con el Málaga, sino que lo hizo con el Real Madrid Club de Fútbol, quien le consideró más que preparado no sólo para ser parte del equipo, sino uno de sus futuros referentes.

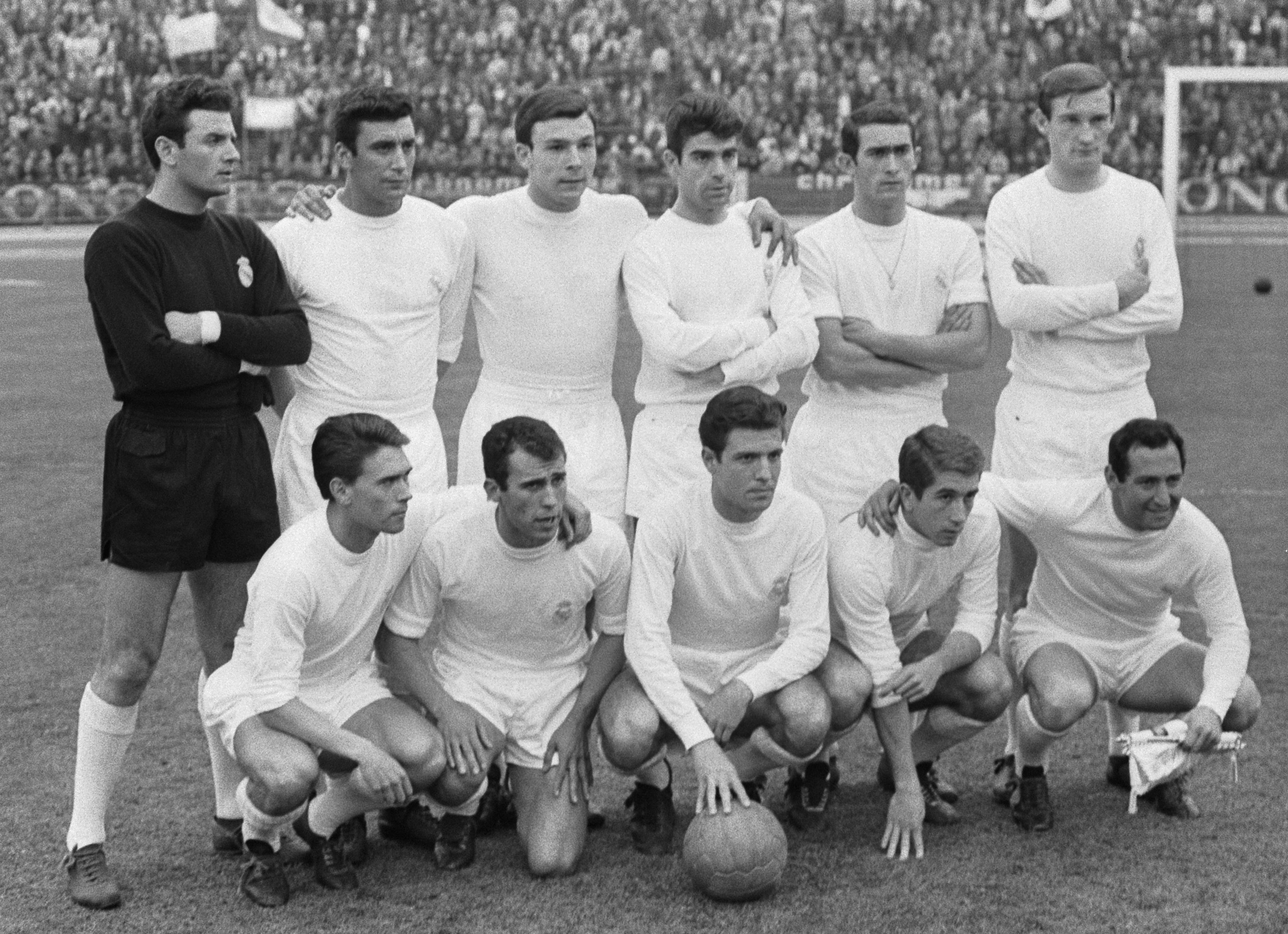
Alineación del Real Madrid en la final de la Copa de Europa 1966. (Velázquez, 2.º abajo por la derecha).

La temporada 1965-66 debutó con los madrileños, mediado el campeonato. Fue el 26 de diciembre frente al Real Club Deportivo Mallorca a domicilio sustituyendo a un lesionado Ferenc Puskás —quien sólo llegó a disputar tres encuentros más en el club tras recuperarse a final de temporada y retirarse finalmente—. El joven Velázquez anotó dos goles en la victoria por 2-5 y desde ese encuentro fue titular del equipo y se convirtió en uno de sus «buque insignia». Colocado como interior izquierda, fue uno de los pilares del talentoso equipo y mostró un alto acierto goleador merced a su buen disparo de media y larga distancia. Su mayor logro, tras ser el equipo claro dominador en las competiciones nacionales, fue en la Copa de Europa, donde se proclamaron vencedores, sumando el sexto entorchado del club, tras vencer al Fudbalski Klub Partizan por 1-2, en la que fue la primera final vencida con un once totalmente español. Fue una nueva generación de futbolistas que venía a sustituir al exitoso «Madrid de Di Stéfano» sobre la que Velázquez manifestó fue una gran responsabilidad:

«La responsabilidad de sustituir a aquellas vacas sagradas era tremenda. En esos momentos te decías: “lo que he soñado toda mi vida ya lo tengo, pero ahora a ver qué leches va a pasar conmigo”. No me cansaré de repetir que yo no quité el puesto a Puskas. Fueron los años los que retiraron a un futbolista de talla mundial. Cuando me entrega el testigo me dice: “Me tengo que partir la cara con esta camiseta y que la responsabilidad no me atenace”. ¡Leches, que habíamos reemplazado a los Santamaría, Kopa, Puskas, Di Stéfano, Rial, Gento…! El equipo más grande que ha tenido el Madrid en toda su historia».
Manuel Velázquez. 1965. Madrid

Aquel equipo fue bautizado como el «Madrid de los yeyé», y conquistó seis Campeonatos de Liga y tres Campeonatos de España de Copa. Un total de doce temporadas en el primer equipo, y casi dos décadas en la entidad de Chamartín, en las que disputó un total de 402 encuentros en los que anotó 59 goles.
Apodado como «el cerebro», en 1977 abandonó las filas madridistas para embarcarse rumbo a América, donde estuvo jugando un curso en el Toronto Metros-Croatia canadiense de la North American Soccer League, máxima categoría de Estados Unidos y Canadá. Era junto al portugués Eusébio el referente del equipo y del campeonato, pero mediada la temporada sufrió una grave lesión frente a un portero rival que le destrozó la rodilla izquierda de un plantillazo. Pese a ser operado con éxito, fue el final de su carrera deportiva.

## Selección
Su debut se produjo el 1 de febrero de 1967 en Estambul (Turquía), partido en el que España empató 0-0 con Turquía.
Su último partido con la selección fue el 17 de abril de 1975 en Madrid (España), partido que quedó con el resultado de empate a 1 contra Rumanía.
Marcó 2 goles con la selección española en 10 partidos.

## Estadísticas

### Clubes
Datos actualizados a fin de carrera deportiva. Resaltadas temporadas en calidad de cesión. Datos en Tercera División desconocidos.
| Club                   | Temporada          | Div.               | Liga (1) | Liga (1) | Copas (2)    | Copas (2)    | Internacional (3) | Internacional (3) | Total (4) | Total (4) | Media goleadora |
| Club                   | Temporada          | Div.               | Part.    | Goles    | Part.        | Goles        | Part.             | Goles             | Part.     | Goles     | Media goleadora |
| ---------------------- | ------------------ | ------------------ | -------- | -------- | ------------ | ------------ | ----------------- | ----------------- | --------- | --------- | --------------- |
| A. D. Rayo Vallecano   | 1962-63            | 3.ª                | ?        | ?        | —            | —            | Inaccesibles      | Inaccesibles      | ?         | ?         | ?               |
| C. D. Málaga           | 1963-64            | 2.ª                | 18       | 6        | 3            | —            | —                 | —                 | 21        | 6         | 0.29            |
| C. D. Málaga           | 1964-65            | 2.ª                | 28       | 7        | 3            | 1            | —                 | —                 | 31        | 8         | 0.26            |
| Total C. D. Málaga     | Total C. D. Málaga | Total C. D. Málaga | 46       | 13       | 6            | 1            | 0                 | 0                 | 52        | 14        | 0.27            |
| Real Madrid C. F.      | 1965-66            | 1.ª                | 15       | 3        | 3            | —            | 5                 | —                 | 23        | 3         | 0.13            |
| Real Madrid C. F.      | 1966-67            | 1.ª                | 26       | 3        | 4            | —            | 5                 | —                 | 35        | 3         | 0.09            |
| Real Madrid C. F.      | 1967-68            | 1.ª                | 28       | 10       | 5            | 1            | 7                 | 1                 | 40        | 12        | 0.30            |
| Real Madrid C. F.      | 1968-69            | 1.ª                | 30       | 7        | 2            | —            | 4                 | 3                 | 36        | 10        | 0.28            |
| Real Madrid C. F.      | 1969-70            | 1.ª                | 30       | 6        | 8            | 1            | 3                 | 1                 | 41        | 8         | 0.20            |
| Real Madrid C. F.      | 1970-71            | 1.ª                | 26       | 1        | 2            | —            | 10                | 1                 | 38        | 2         | 0.05            |
| Real Madrid C. F.      | 1971-72            | 1.ª                | 32       | 5        | 6            | —            | 4                 | —                 | 42        | 5         | 0.12            |
| Real Madrid C. F.      | 1972-73            | 1.ª                | 29       | 3        | 2            | —            | 8                 | —                 | 39        | 3         | 0.08            |
| Real Madrid C. F.      | 1973-74            | 1.ª                | 26       | 4        | 6            | 2            | —                 | —                 | 32        | 6         | 0.19            |
| Real Madrid C. F.      | 1974-75            | 1.ª                | 17       | 2        | 1            | —            | 3                 | —                 | 21        | 2         | 0.10            |
| Real Madrid C. F.      | 1975-76            | 1.ª                | 22       | 2        | 4            | 1            | 4                 | —                 | 30        | 3         | 0.10            |
| Real Madrid C. F.      | 1976-77            | 1.ª                | 20       | 2        | 1            | —            | 4                 | —                 | 25        | 2         | 0.08            |
| Total club             | Total club         | Total club         | 301      | 48       | 44           | 5            | 57                | 6                 | 402       | 59        | 0.15            |
| Toronto Metros-Croatia | 1978               | 1.ª                | 16       | 1        | Inexistentes | Inexistentes | Inaccesibles      | Inaccesibles      | 16        | 1         | 0.06            |
| Total carrera          | Total carrera      | Total carrera      | 363      | 62       | 50           | 6            | 57                | 6                 | 470       | 74        | 0.16            |

### Selecciones
| Selección         | Temporada     | Partidos | Goles |
| ----------------- | ------------- | -------- | ----- |
| Absoluta · España | 1966-67       | 1        | —     |
| Absoluta · España | 1967-68       | 2        | —     |
| Absoluta · España | 1968-69       | 5        | —     |
| Absoluta · España | 1969-70       | 1        | 1     |
| Absoluta · España | 1970-71       | —        | —     |
| Absoluta · España | 1971-72       | —        | —     |
| Absoluta · España | 1972-73       | —        | —     |
| Absoluta · España | 1973-74       | —        | —     |
| Absoluta · España | 1974-75       | 1        | 1     |
| Total carrera     | Total carrera | 10       | 2     |

## Palmarés

### Campeonatos nacionales
| Título                              | Club                    | Año  |
| ----------------------------------- | ----------------------- | ---- |
| Campeonato de España de Aficionados | Real Madrid Aficionados | 1962 |
|                                     |                         |      |
| Campeonato de Liga                  | Real Madrid C. F.       | 1967 |
| Campeonato de Liga                  | Real Madrid C. F.       | 1968 |
| Campeonato de Liga                  | Real Madrid C. F.       | 1969 |
| Copa                                | Real Madrid C. F.       | 1970 |
| Campeonato de Liga                  | Real Madrid C. F.       | 1972 |
| Copa                                | Real Madrid C. F.       | 1974 |
| Campeonato de Liga                  | Real Madrid C. F.       | 1975 |
| Copa                                | Real Madrid C. F.       | 1975 |
| Campeonato de Liga                  | Real Madrid C. F.       | 1976 |

### Campeonatos internacionales
| Título         | Club              | Año  |
| -------------- | ----------------- | ---- |
| Copa de Europa | Real Madrid C. F. | 1966 |